# Theobald Freudenberger
Theobald Freudenberger (* 23. März 1904 in Ebern; † 29. September 1994 in Würzburg) war ein deutscher römisch-katholischer Priester und Kirchenhistoriker.

## Leben
Nach der Priesterweihe am 18. März 1928 in Würzburg war er Kaplan in Wörth am Main, Arnstein und Lohr am Main, sowie Kurprediger in Bad Kissingen. 1930 wurde er Präfekt am Ferdinandeum in Würzburg. 1931 bis 1933 war er Kaplan im Juliusspital und wurde 1934 in Theologie promoviert. Vom 15. Dezember 1966 bis zu seiner Emeritierung am 1. April 1972 wirkte er als ordentlicher Professor für die Kirchengeschichte des Mittelalters und der Neuzeit.

## Schriften (Auswahl)
- Augustinus Steuchus aus Gubbio, Augustinerchorherr und päpstlicher Bibliothekar (1497–1548) und sein literarisches Lebenswerk. Münster 1935, OCLC 421916483.
- Der Würzburger Domprediger Dr. Johann Reyss. Ein Beitrag zur Geschichte der Seelsorge im Bistum Würzburg am Vorabend der Reformation. Münster 1954, OCLC 459756219.
- Hieronymus Dungersheim von Ochsenfurt am Main 1465–1540. Theologieprofessor in Leipzig. Leben und Schriften. Münster 1988, ISBN 3-402-03774-2.
- Die Fürstbischöfe von Würzburg und das Konzil von Trient. Münster 1989, ISBN 3-402-03776-9.